# إدي باركر
إدي باركر (بالإنجليزية: Eddie Barker)‏ هو صحفي أمريكي، ولد في 18 أغسطس 1927، وتوفي في 23 يوليو 2012.